# Châteauguay (circonscription provinciale)
Pour les articles homonymes, voir Châteauguay (homonymie).
Circonscription électorale provinciale du Canada
Châteauguay est une circonscription électorale provinciale du Québec situé dans la région de la Montérégie. 

## Historique
Le district électoral de Châteauguay est créé en 1853 sous le régime du Canada-Uni. Lors de la fondation de la fédération canadienne, le district est conservé au niveau provincial et fédéral. Lors de la refonte de la carte de 1939, Châteauguay est fusionné avec la partie ouest de Napierville-Laprairie pour créer le district de Châteauguay-Laprairie. Toutefois, quelques années plus tard, lors de l'élection de 1944, le district de Châteauguay revient à son territoire initial. Son territoire sera par la suite modifié lors des réformes de 1972, 1980, 1988 et 2001 et 2011. En 2001, son territoire change sensiblement en raison d'un redécoupage avec la circonscription de La Prairie. En 2011 Châteauguay cède à la nouvelle circonscription de Sanguinet le territoire de la ville de Sainte-Catherine. 

## Territoire et limite
Châteauguay s'étend sur 256,31 km2 dans la région de la Montérégie. En 2016, sa population était de 65 940 personnes. Elle couvre le territoire des six municipalités suivantes :
- Châteauguay
- Kahnawake (réserve indienne)
- Léry
- Mercier
- Saint-Isidore

## Liste des députés

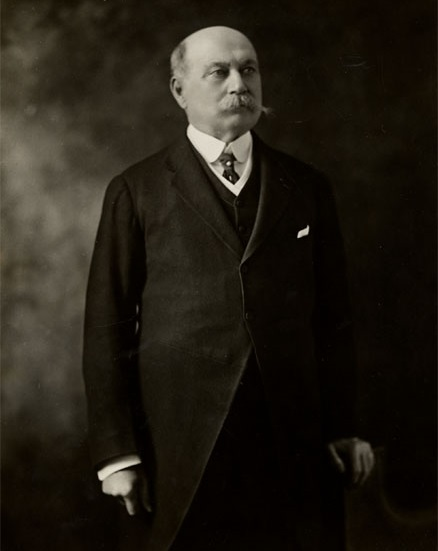
Joseph-Émery Robidoux, ca. 1920

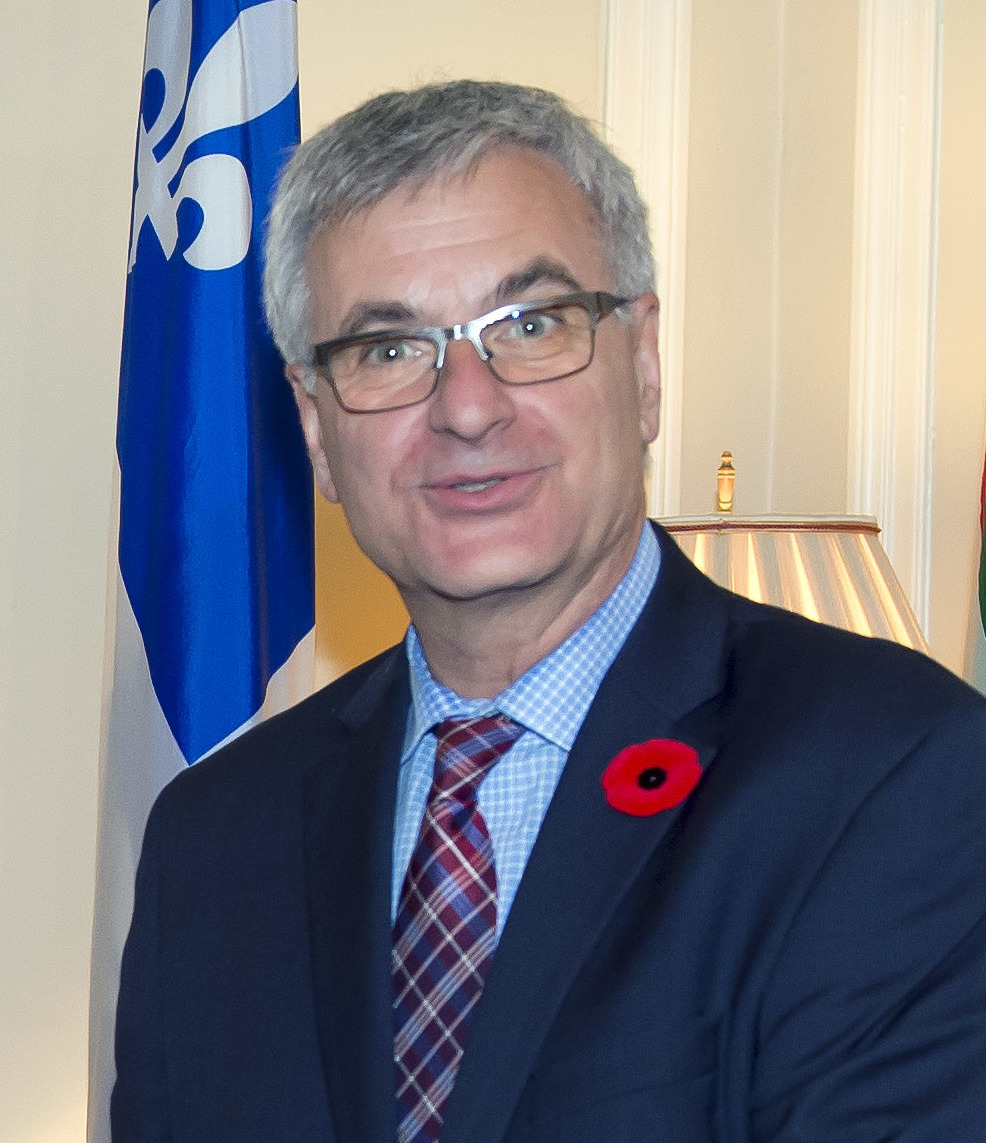
Jean-Marc Fournier est député de 1994 à 2008 dans Châteauguay pour le Parti libéral du Québec

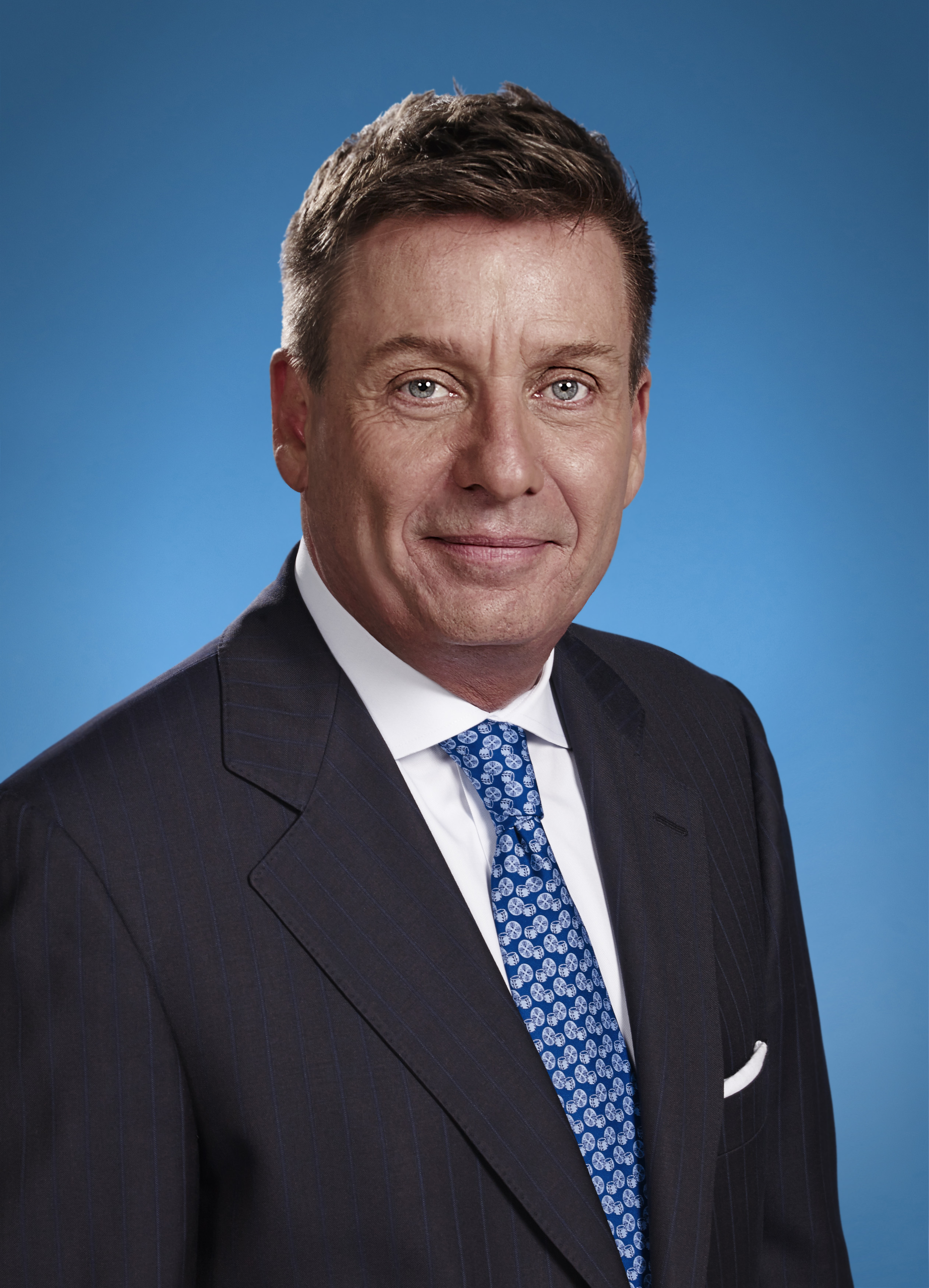
Pierre Moreau est député de 2008 à 2018 dans la circonscription pour le Parti libéral du Québec

| Années                                 | Années      | Député                      | Parti            |
| -------------------------------------- | ----------- | --------------------------- | ---------------- |
|                                        | 1867 - 1871 | Édouard Laberge             | Libéral          |
|                                        | 1871 - 1875 | Édouard Laberge             | Libéral          |
|                                        | 1875 - 1878 | Édouard Laberge             | Libéral          |
|                                        | 1878 - 1881 | Édouard Laberge             | Libéral          |
|                                        | 1881 - 1884 | Édouard Laberge             | Libéral          |
|                                        | 1884 - 1886 | Joseph-Émery Robidoux       | Libéral          |
|                                        | 1886 - 1890 | Joseph-Émery Robidoux       | Libéral          |
|                                        | 1890 - 1892 | Joseph-Émery Robidoux       | Libéral          |
|                                        | 1892 - 1897 | William Greig               | Conservateur     |
|                                        | 1897        | Joseph-Émery Robidoux       | Libéral          |
|                                        | 1897 - 1900 | Joseph-Émery Robidoux       | Libéral          |
|                                        | 1900 - 1904 | François-Xavier Dupuis      | Libéral          |
|                                        | 1904 - 1908 | Honoré Mercier (fils)       | Libéral          |
|                                        | 1908        | Hospice Desrosier           | Conservateur     |
|                                        | 1908 - 1912 | Honoré Mercier (fils)       | Libéral          |
|                                        | 1912 - 1914 | Honoré Mercier (fils)       | Libéral          |
|                                        | 1914 - 1916 | Honoré Mercier (fils)       | Libéral          |
|                                        | 1916 - 1919 | Honoré Mercier (fils)       | Libéral          |
|                                        | 1919 - 1923 | Honoré Mercier (fils)       | Libéral          |
|                                        | 1923 - 1927 | Honoré Mercier (fils)       | Libéral          |
|                                        | 1927 - 1931 | Honoré Mercier (fils)       | Libéral          |
|                                        | 1931 - 1935 | Honoré Mercier (fils)       | Libéral          |
|                                        | 1935 - 1936 | Honoré Mercier (fils)       | Libéral          |
|                                        | 1936 - 1939 | Auguste Boyer               | Union nationale  |
| voir Châteauguay-Laprairie (1939-1944) |             |                             |                  |
|                                        | 1944 - 1948 | Honoré Mercier (petit-fils) | Libéral          |
|                                        | 1948 - 1952 | Arthur Laberge              | Union nationale  |
|                                        | 1952 - 1956 | Arthur Laberge              | Union nationale  |
|                                        | 1956 - 1957 | Arthur Laberge              | Union nationale  |
|                                        | 1957 - 1960 | Joseph-Maurice Laberge      | Union nationale  |
|                                        | 1960 - 1962 | Joseph-Maurice Laberge      | Union nationale  |
|                                        | 1962 - 1966 | George Kennedy              | Libéral          |
|                                        | 1966 - 1970 | George Kennedy              | Libéral          |
|                                        | 1970 - 1973 | George Kennedy              | Libéral          |
|                                        | 1973 - 1976 | George Kennedy              | Libéral          |
|                                        | 1976 - 1981 | Roland Dussault             | Parti québécois  |
|                                        | 1981 - 1985 | Roland Dussault             | Parti québécois  |
|                                        | 1985 - 1989 | Pierrette Cardinal          | Libéral          |
|                                        | 1989 - 1994 | Pierrette Cardinal          | Libéral          |
|                                        | 1994 - 1998 | Jean-Marc Fournier          | Libéral          |
|                                        | 1998 - 2003 | Jean-Marc Fournier          | Libéral          |
|                                        | 2003 - 2007 | Jean-Marc Fournier          | Libéral          |
|                                        | 2007 - 2008 | Jean-Marc Fournier          | Libéral          |
|                                        | 2008 - 2012 | Pierre Moreau               | Libéral          |
|                                        | 2012 - 2014 | Pierre Moreau               | Libéral          |
|                                        | 2014 - 2018 | Pierre Moreau               | Libéral          |
|                                        | 2018 - 2022 | MarieChantal Chassé         | Coalition avenir |
|                                        | 2022 - ...  | Marie-Belle Gendron         | Coalition avenir |

Légende: Les années en italiques indiquent les élections partielles.

## Résultats électoraux
|                                                                                             | Nom                   | Parti            | Nombre de voix | %      | Maj.  |
| ------------------------------------------------------------------------------------------- | --------------------- | ---------------- | -------------- | ------ | ----- |
|                                                                                             | Marie-Belle Gendron   | Coalition avenir | 13 038         | 39,1 % | 4 778 |
|                                                                                             | Jean-François Primeau | Libéral          | 8 260          | 24,8 % | -     |
|                                                                                             | Martin Bécotte        | Québec solidaire | 4 261          | 12,8 % | -     |
|                                                                                             | Marianne Lafleur      | Parti québécois  | 3 947          | 11,8 % | -     |
|                                                                                             | Patric Viau           | Conservateur     | 3 363          | 10,1 % | -     |
|                                                                                             | Stephanie Stevenson   | Vert             | 463            | 1,4 %  | -     |
| Total                                                                                       | Total                 | Total            | 33 332         | 100 %  |       |
| Le taux de participation lors de l'élection était de 62 % et 425 bulletins ont été rejetés. |                       |                  |                |        |       |

|                                                                                               | Nom                       | Parti            | Nombre de voix | %      | Maj.  |
| --------------------------------------------------------------------------------------------- | ------------------------- | ---------------- | -------------- | ------ | ----- |
|                                                                                               | MarieChantal Chassé       | Coalition avenir | 12 259         | 37,1 % | 1 121 |
|                                                                                               | Pierre Moreau (sortant)   | Libéral          | 11 138         | 33,7 % | -     |
|                                                                                               | Sandrine Garcia-McDiarmid | Québec solidaire | 4 236          | 12,8 % | -     |
|                                                                                               | Jean-Philippe Thériault   | Parti québécois  | 4 055          | 12,3 % | -     |
|                                                                                               | Stephanie Stevenson       | Vert             | 624            | 1,9 %  | -     |
|                                                                                               | Jeff Benoit               | Conservateur     | 458            | 1,4 %  | -     |
|                                                                                               | Marie-Ève Masucci-Lauzon  | NPD Québec       | 310            | 0,9 %  | -     |
| Total                                                                                         | Total                     | Total            | 33 080         | 100 %  |       |
| Le taux de participation lors de l'élection était de 63,9 % et 539 bulletins ont été rejetés. |                           |                  |                |        |       |

|                                                                                               | Nom                     | Parti              | Nombre de voix | %      | Maj.  |
| --------------------------------------------------------------------------------------------- | ----------------------- | ------------------ | -------------- | ------ | ----- |
|                                                                                               | Pierre Moreau (sortant) | Libéral            | 17 876         | 49,6 % | 9 619 |
|                                                                                               | Laurent Pilon           | Parti québécois    | 8 257          | 22,9 % | -     |
|                                                                                               | Claudia Cloutier        | Coalition avenir   | 7 292          | 20,2 % | -     |
|                                                                                               | Xavier P.- Laberge      | Québec solidaire   | 2 059          | 5,7 %  | -     |
|                                                                                               | Vincent Masse           | Option nationale   | 199            | 0,6 %  | -     |
|                                                                                               | Claude Chalhoub         | Conservateur       | 174            | 0,5 %  | -     |
|                                                                                               | Linda Sullivan          | Marxiste-léniniste | 104            | 0,3 %  | -     |
|                                                                                               | François Mailly         | Union citoyenne    | 58             | 0,2 %  | -     |
| Total                                                                                         | Total                   | Total              | 36 019         | 100 %  |       |
| Le taux de participation lors de l'élection était de 72,6 % et 530 bulletins ont été rejetés. |                         |                    |                |        |       |

|                                                                                               | Nom                     | Parti            | Nombre de voix | %      | Maj.  |
| --------------------------------------------------------------------------------------------- | ----------------------- | ---------------- | -------------- | ------ | ----- |
|                                                                                               | Pierre Moreau (sortant) | Libéral          | 13 819         | 37,6 % | 2 220 |
|                                                                                               | Maryse Perreault        | Parti québécois  | 11 599         | 31,6 % | -     |
|                                                                                               | Denis Leftakis          | Coalition avenir | 8 734          | 23,8 % | -     |
|                                                                                               | Xavier P.-Laberge       | Québec solidaire | 1 220          | 3,3 %  | -     |
|                                                                                               | Denis Côté              | Vert             | 684            | 1,9 %  | -     |
|                                                                                               | Nicolas Dionne          | Option nationale | 396            | 1,1 %  | -     |
|                                                                                               | Jean-Paul Pellerin      | Conservateur     | 259            | 0,7 %  | -     |
| Total                                                                                         | Total                   | Total            | 36 711         | 100 %  |       |
| Le taux de participation lors de l'élection était de 75,4 % et 512 bulletins ont été rejetés. |                         |                  |                |        |       |

|                                                                                               | Nom                  | Parti                        | Nombre de voix | %      | Maj. |
| --------------------------------------------------------------------------------------------- | -------------------- | ---------------------------- | -------------- | ------ | ---- |
|                                                                                               | Pierre Moreau        | Libéral                      | 13 637         | 41,5 % | 495  |
|                                                                                               | Michel Pinard        | Parti québécois              | 13 142         | 40 %   | -    |
|                                                                                               | Geneviève Tousignant | Action démocratique          | 4 091          | 12,4 % | -    |
|                                                                                               | Johanne Côté         | Vert                         | 967            | 2,9 %  | -    |
|                                                                                               | Véronique Pronovost  | Québec solidaire             | 703            | 2,1 %  | -    |
|                                                                                               | Nicole Caron         | Parti indépendantiste (2008) | 213            | 0,6 %  | -    |
|                                                                                               | Hélène Héroux        | Marxiste-léniniste           | 114            | 0,3 %  | -    |
| Total                                                                                         | Total                | Total                        | 32 867         | 100 %  |      |
| Le taux de participation lors de l'élection était de 58,3 % et 559 bulletins ont été rejetés. |                      |                              |                |        |      |

|                                                                                               | Nom                          | Parti               | Nombre de voix | %      | Maj.  |
| --------------------------------------------------------------------------------------------- | ---------------------------- | ------------------- | -------------- | ------ | ----- |
|                                                                                               | Jean-Marc Fournier (sortant) | Libéral             | 15 279         | 37,4 % | 3 051 |
|                                                                                               | Chantal Marin                | Action démocratique | 12 228         | 29,9 % | -     |
|                                                                                               | Michel Pinard                | Parti québécois     | 11 208         | 27,4 % | -     |
|                                                                                               | Khalil Saade                 | Vert                | 1 154          | 2,8 %  | -     |
|                                                                                               | Véronique Pronovost          | Québec solidaire    | 967            | 2,4 %  | -     |
| Total                                                                                         | Total                        | Total               | 40 836         | 100 %  |       |
| Le taux de participation lors de l'élection était de 73,9 % et 485 bulletins ont été rejetés. |                              |                     |                |        |       |

|                                                                                               | Nom                          | Parti               | Nombre de voix | %      | Maj.  |
| --------------------------------------------------------------------------------------------- | ---------------------------- | ------------------- | -------------- | ------ | ----- |
|                                                                                               | Jean-Marc Fournier (sortant) | Libéral             | 20 434         | 51,8 % | 6 683 |
|                                                                                               | Éric Cardinal                | Parti québécois     | 13 751         | 34,9 % | -     |
|                                                                                               | Daniel Lapointe              | Action démocratique | 4 399          | 11,2 % | -     |
|                                                                                               | Gilles Lalumière             | Bloc pot            | 547            | 1,4 %  | -     |
|                                                                                               | Guylaine Sirard              | UFP                 | 222            | 0,6 %  | -     |
|                                                                                               | Robert Jason Morgan          | Égalité             | 93             | 0,2 %  | -     |
| Total                                                                                         | Total                        | Total               | 39 446         | 100 %  |       |
| Le taux de participation lors de l'élection était de 74,3 % et 552 bulletins ont été rejetés. |                              |                     |                |        |       |

## Référendums
|  | Référendum                     | % du OUI | % du NON | Taux de participation |
|  | Référendum de 1980             | 40,18 %  | 59,82 %  | 89,76 %               |
|  | Accord de Charlottetown (1992) | 44,24 %  | 55,76 %  | 87,49 %               |
|  | Référendum de 1995             | 47,48 %  | 52,52 %  | 95,57 %               |